# Diócesis de Formosa (Brasil)
La diócesis de Formosa (en latín: Dioecesis Formosen(sis) y en portugués: Diocese de Formosa) es una circunscripción eclesiástica latina de la Iglesia católica en Brasil, sufragánea de la arquidiócesis de Brasilia. La diócesis tiene al obispo Adair José Guimarães como su ordinario desde el 27 de febrero de 2019. 

## Territorio y organización
La diócesis tiene 47 604 km² y extiende su jurisdicción sobre los fieles católicos de rito latino residentes en 22 municipios del estado de Goiás: Água Fria de Goiás, Alto Paraíso de Goiás, Alvorada do Norte, Buritinópolis, Cabeceiras, Cavalcante, Colinas do Sul, Damianópolis, Divinópolis de Goiás, Flores de Goiás, Formosa, Guarani de Goiás, Iaciara, Mambaí, Nova Roma, Planaltina, Posse, São Domingos, São João d'Aliança, Simolândia, Sítio d'Abadia y Vila Boa.
La sede de la diócesis se encuentra en la ciudad de Formosa, en donde se halla la Catedral de la Inmaculada Concepción.
En 2019 en la diócesis existían 34 parroquias agrupadas en 4 sectores pastorales.

## Historia
La prelatura territorial de Formosa fue erigida el 26 de marzo de 1956 con la bula Ad facilius et fructuosius del papa Pío XII, obteniendo el territorio de la arquidiócesis de Goiás, que simultáneamente se convirtió en diócesis de Goiás, y de la prelatura territorial de São José do Alto Tocantins, que a la vez fue suprimida.
Originalmente sufragánea de la arquidiócesis de Goiânia, el 11 de octubre de 1966 pasó a formar parte de la provincia eclesiástica de la arquidiócesis de Brasilia.
El 16 de octubre de 1979 la prelatura territorial fue elevada al rango de diócesis con la bula Cum praelaturae del papa Juan Pablo II.
En marzo de 2018, el obispo José Ronaldo Ribeiro, el vicario general y otros cuatro sacerdotes fueron detenidos acusados de asociación delictiva.

## Estadísticas
De acuerdo al Anuario Pontificio 2020 la diócesis tenía a fines de 2019 un total de 287 185 fieles bautizados.
| Año                                                                             | Población            | Población | Población      | Sacerdotes | Sacerdotes    | Sacerdotes    | Bautizados por sacerdote | Diáconos permanentes | Religiosos | Religiosos | Parroquias |
| Año                                                                             | Bautizados católicos | Total     | % de católicos | Total      | Clero secular | Clero regular | Bautizados por sacerdote | Diáconos permanentes | Varones    | Mujeres    | Parroquias |
| ------------------------------------------------------------------------------- | -------------------- | --------- | -------------- | ---------- | ------------- | ------------- | ------------------------ | -------------------- | ---------- | ---------- | ---------- |
| 1966                                                                            | 115 000              | 120 000   | 95.8           | 2          | 2             |               | 57 500                   |                      | 4          | 24         | 7          |
| 1970                                                                            | 115 000              | 120 000   | 95.8           | 3          | 2             | 1             | 38 333                   |                      | 15         | 43         | 8          |
| 1976                                                                            | 105 000              | 120 000   | 87.5           | 11         | 2             | 9             | 9545                     |                      | 15         | 42         | 10         |
| 1980                                                                            | 113 000              | 147 000   | 76.9           | 14         | 4             | 10            | 8071                     |                      | 14         | 38         | 11         |
| 1990                                                                            | 163 000              | 197 000   | 82.7           | 17         | 8             | 9             | 9588                     |                      | 12         | 38         | 16         |
| 1999                                                                            | 220 000              | 285 427   | 77.1           | 19         | 17            | 2             | 11 578                   |                      | 2          | 37         | 18         |
| 2000                                                                            | 220 000              | 285 427   | 77.1           | 20         | 18            | 2             | 11 000                   |                      | 2          | 37         | 20         |
| 2001                                                                            | 220 000              | 285 427   | 77.1           | 25         | 23            | 2             | 8800                     |                      | 2          | 37         | 20         |
| 2002                                                                            | 222 000              | 285 428   | 77.8           | 23         | 22            | 1             | 9652                     |                      | 1          | 46         | 20         |
| 2003                                                                            | 227 000              | 290 792   | 78.1           | 23         | 22            | 1             | 9869                     |                      | 1          | 49         | 21         |
| 2006                                                                            | 230 000              | 294 000   | 78.2           | 27         | 26            | 1             | 8518                     |                      | 1          | 46         | 22         |
| 2013                                                                            | 257 000              | 346 760   | 74.1           | 35         | 34            | 1             | 7342                     |                      | 4          | 43         | 27         |
| 2016                                                                            | 262 100              | 366 900   | 71.4           | 39         | 38            | 1             | 6720                     |                      | 6          | 47         | 27         |
| 2019                                                                            | 287 185              | 382 900   | 75.0           | 43         | 41            | 2             | 6678                     | 4                    | 8          | 34         | 34         |
| Fuente: Catholic-Hierarchy, que a su vez toma los datos del Anuario Pontificio. |                      |           |                |            |               |               |                          |                      |            |            |            |

## Episcopologio
- Sede vacante (1956-1961)

- Victor João Herman José Tielbeek, SS.CC. † (4 de febrero de 1961-24 de diciembre de 1997 falleció)
- João Casimiro Wilk, O.F.M.Conv. (28 de enero de 1998-9 de junio de 2004 nombrado obispo de Anápolis)
- Paulo Roberto Beloto (16 de noviembre de 2005-23 de octubre de 2013 nombrado obispo de Franca)
- José Ronaldo Ribeiro (24 de septiembre de 2014-12 de septiembre de 2018 renunció)
  - Paulo Mendes Peixoto (21 de marzo de 2018-27 de febrero de 2019) (administrador apostólico)
- Adair José Guimarães, desde el 27 de febrero de 2019